# Gare de Vaulx-Milieu
La gare de Vaulx-Milieu est une ancienne gare ferroviaire française de la ligne de Lyon-Perrache à Marseille-Saint-Charles (via Grenoble), située sur le territoire de la commune de Vaulx-Milieu dans le département de l'Isère en région Auvergne-Rhône-Alpes.
Elle est mise en service en 1858 par la Compagnie des chemins de fer du Dauphiné, avant de devenir une gare de la Compagnie des chemins de fer de Paris à Lyon et à la Méditerranée (PLM).
Elle est fermée en 1985, remplacée par la nouvelle gare de L'Isle-d'Abeau.

## Situation ferroviaire
Établie à 221 mètres d'altitude, la gare de Vaulx-Milieu est située au point kilométrique (PK) 33,607 de la ligne de Lyon-Perrache à Marseille-Saint-Charles (via Grenoble), entre les gares de La Verpillière et de L'Isle-d'Abeau.

## Histoire
La station de Vaulx-Milieu est mise en service le 1er juillet 1858 par la Compagnie des chemins de fer du Dauphiné, lorsqu'elle ouvre à l'exploitation la première section de Lyon à Bourgoin de sa concession de Lyon à Grenoble. Le 22 juillet 1858, la Compagnie du Dauphiné fusionne avec la Compagnie des chemins de fer de Paris à Lyon et à la Méditerranée (PLM). Néanmoins elle ne devient véritablement une gare du réseau PLM que deux ans plus tard car la convention de fusion prévoit que la fusion sera effective qu'après deux années d'exploitation de la ligne.
En 1911, c'est une station de la Compagnie du PLM, qui est ouverte aux services complets de la grande et de la petite vitesse. Elle est située sur la ligne de Lyon à Grenoble et à Marseille, entre les gares de La Verpillière et de Saint-Alban-La Grive.
Elle est fermée en 1985 lors de la mise en service de la nouvelle gare de gare de L'Isle-d'Abeau.

## Patrimoine ferroviaire
En décembre 1985 est achetée par le Syndicat d'Agglomération Nouvelle (SAN) le 30 décembre 1985
L'ancien bâtiment voyageurs d'origine est présent en 2009. La commune accepte en 2014 l'acquisition à titre gratuit de la gare.